# RuPaul's Drag Race (mùa 15)
Mùa thứ mười lăm của RuPaul's Drag Race bắt đầu phát sóng vào ngày 7 tháng 1 năm 2022. Đây là mùa thi đầu tiên được phát sóng trên kênh MTV của Hoa Kỳ.

## Thí sinh
Số liệu tại thời điểm ghi hình:
| Thí sinh                 | Tuổi tác | Quê nhà                    | Kết quả   |
| ------------------------ | -------- | -------------------------- | --------- |
| Sasha Colby              | 37       | Los Angeles, California    | Quán quân |
| Anetra                   | 25       | Las Vegas, Nevada          | Á quân    |
| Luxx Noir London         | 22       | East Orange, New Jersey    | Hạng 3/4  |
| Mistress Isabelle Brooks | 24       | Houston, Texas             | Hạng 3/4  |
| Loosey LaDuca            | 32       | Ansonia, Connecticut       | Hạng 5    |
| Salina EsTitties         | 31       | Los Angeles, California    | Hạng 6    |
| Marcia Marcia Marcia     | 25       | New York City, New York    | Hạng 7    |
| Malaysia Babydoll Foxx   | 32       | Miami, Florida             | Hạng 8    |
| Spice                    | 23       | Los Angeles, California    | Hạng 9    |
| Jax                      | 25       | Queens, New York           | Hạng 10   |
| Aura Mayari              | 30       | Nashville, Tennessee       | Hạng 11   |
| Robin Fierce             | 26       | Hartford, Connecticut      | Hạng 12   |
| Amethyst                 | 27       | West Hartford, Connecticut | Hạng 13   |
| Sugar                    | 23       | Los Angeles, California    | Hạng 14   |
| Princess Poppy           | 26       | San Francisco, California  | Hạng 15   |
| Irene Dubois             | 29       | Seattle, Washington        | Hạng 16   |

## Bảng loại trừ
| Thí sinh                 | Tập       | Tập       | Tập       | Tập       | Tập       | Tập       | Tập     | Tập       | Tập       | Tập       | Tập       | Tập       | Tập       | Tập   | Tập       |
| Thí sinh                 | 1/2       | 3         | 4         | 5         | 6         | 7         | 8       | 9         | 10        | 11        | 12        | 13        | 14        | 15    | 16        |
| ------------------------ | --------- | --------- | --------- | --------- | --------- | --------- | ------- | --------- | --------- | --------- | --------- | --------- | --------- | ----- | --------- |
| Sasha Colby              | An toàn   | THẮNG     | An toàn   | CAO       | CAO       | An toàn   | An toàn | THẮNG     | THẮNG     | THẤP      | CAO       | CAO       | THẮNG     | Khách | QUÁN QUÂN |
| Anetra                   | THẮNG     | An toàn   | An toàn   | An toàn   | THẤP      | CAO       | An toàn | CAO       | An toàn   | Nguy hiểm | THẮNG     | THẮNG     | Nguy hiểm | Khách | Á QUÂN    |
| Luxx Noir London         | An toàn   | CAO       | An toàn   | THẮNG     | An toàn   | An toàn   | An toàn | An toàn   | CAO       | THẮNG     | CAO       | Nguy hiểm | CAO       | Khách | LOẠI      |
| Mistress Isabelle Brooks | An toàn   | An toàn   | CAO       | An toàn   | CAO       | THẮNG     | An toàn | CAO       | THẤP      | CAO       | CAO       | CAO       | Nguy hiểm | Khách | LOẠI      |
| Loosey LaDuca            | THẤP      | CAO       | THẮNG     | An toàn   | An toàn   | An toàn   | An toàn | THẤP      | CAO       | THẮNG     | Nguy hiểm | LOẠI      |           | Khách | Khách     |
| Salina EsTitties         | An toàn   | An toàn   | An toàn   | Nguy hiểm | An toàn   | An toàn   | An toàn | Nguy hiểm | Nguy hiểm | CAO       | LOẠI      |           |           | Khách | Khách     |
| Marcia Marcia Marcia     | CAO       | An toàn   | CAO       | An toàn   | An toàn   | CAO       | An toàn | An toàn   | An toàn   | LOẠI      |           |           |           | Khách | Khách     |
| Malaysia Babydoll Foxx   | An toàn   | An toàn   | An toàn   | CAO       | An toàn   | CAO       | An toàn | An toàn   | LOẠI      |           |           |           |           | Khách | MISS C    |
| Spice                    | An toàn   | An toàn   | Nguy hiểm | An toàn   | An toàn   | THẤP      | An toàn | LOẠI      |           |           |           |           |           | Khách | Khách     |
| Jax                      | CAO       | THẤP      | An toàn   | THẤP      | Nguy hiểm | Nguy hiểm | LOẠI    |           |           |           |           |           |           | Khách | Khách     |
| Aura Mayari              | An toàn   | An toàn   | THẤP      | An toàn   | THẮNG     | LOẠI      |         |           |           |           |           |           |           | Khách | Khách     |
| Robin Fierce             | An toàn   | An toàn   | An toàn   | CAO       | LOẠI      |           |         |           |           |           |           |           |           | Khách | Khách     |
| Amethyst                 | Nguy hiểm | Nguy hiểm | An toàn   | LOẠI      |           |           |         |           |           |           |           |           |           | Khách | Khách     |
| Sugar                    | An toàn   | An toàn   | LOẠI      |           |           |           |         |           |           |           |           |           |           | Khách | Khách     |
| Princess Poppy           | An toàn   | LOẠI      |           |           |           |           |         |           |           |           |           |           |           | Khách | Khách     |
| Irene DuBois             | LOẠI      |           |           |           |           |           |         |           |           |           |           |           |           | Khách | Khách     |

      Thí sinh thắng RuPaul's Drag Race.
     Thí sinh về nhì
     Thí sinh bị loại trong đêm chung kết
     Thí sinh đạt danh hiệu "Hoa hậu thân thiện" (Miss Congeniality)
     Thí sinh thắng thử thách.
     Thí sinh thắng vòng đầu tiên của LaLaPaRuZa Lip Sync Smackdown.
     Thí sinh thắng vòng thứ hai của LaLaPaRuZa Lip Sync Smackdown.
     Thí sinh thắng vòng thứ ba của LaLaPaRuZa Lip Sync Smackdown.
     Thí sinh nhận đánh giá tích cực và an toàn.
     Thí sinh an toàn
     Thí sinh được cứu sau khi thua hai vòng đầu của LaLaPaRuZa Lip Sync Smackdown.
     Thí sinh nhận đánh giá tiêu cực nhưng an toàn.
     Thí sinh rơi vào nhóm nguy hiểm.
     Thí sinh bị loại.
     Thí sinh được bình chọn làm Golden Bootie của mùa bởi Ru.

## Lip syncs
| Tập | Thí sinh                            | Thí sinh                            | Thí sinh                            | Bài hát                                                 | Bị loại                  |
| --- | ----------------------------------- | ----------------------------------- | ----------------------------------- | ------------------------------------------------------- | ------------------------ |
| 2   | Amethyst                            | vs.                                 | Irene DuBois                        | "7 rings" (Ariana Grande)                               | Irene DuBois             |
| 3   | Amethyst                            | vs.                                 | Princess Poppy                      | "Ain't No Mountain High Enough" (Diana Ross)            | Princess Poppy           |
| 4   | Spice                               | vs.                                 | Sugar                               | "You Better Run" (Pat Benatar)                          | Sugar                    |
| 5   | Amethyst                            | vs.                                 | Salina EsTitties                    | "Q.U.E.E.N." (Janelle Monáe)                            | Amethyst                 |
| 6   | Jax                                 | vs.                                 | Robin Fierce                        | "In Your Room" (The Bangles)                            | Robin Fierce             |
| 7   | Aura Mayari                         | vs.                                 | Jax                                 | "Sweetest Pie" (Megan Thee Stallion, Dua Lipa)          | Aura Mayari              |
| Tập | Thí sinh                            | Thí sinh                            | Thí sinh                            | Bài hát                                                 | Người chiến thắng        |
| 8   | Malaysia Babydoll Foxx              | vs.                                 | Marcia Marcia Marcia                | "Boys Don't Cry" (Anitta)                               | Marcia Marcia Marcia     |
| 8   | Loosey LaDuca                       | vs.                                 | Spice                               | "Do You Wanna Touch Me (Oh Yeah)" (Joan Jett)           | Loosey LaDuca            |
| 8   | Luxx Noir London                    | vs.                                 | Salina EsTitties                    | "It's All Coming Back to Me Now" (Celine Dion)          | Salina EsTitties         |
| 8   | Jax                                 | vs.                                 | Mistress Isabelle Brooks            | "Tell It to My Heart" (Taylor Dayne)                    | Mistress Isabelle Brooks |
| 8   | Anetra                              | vs.                                 | Sasha Colby                         | "I'm in Love with a Monster" (Fifth Harmony)            | Sasha Colby              |
| 8   | Malaysia Babydoll Foxx              | vs.                                 | Spice                               | "Don't Go Yet" (Camila Cabello)                         | Malaysia Babydoll Foxx   |
| 8   | Anetra vs. Jax vs. Luxx Noir London | Anetra vs. Jax vs. Luxx Noir London | Anetra vs. Jax vs. Luxx Noir London | "The Right Stuff" (Vanessa Williams)                    | Luxx Noir London         |
| 8   | Thí sinh                            | Thí sinh                            | Thí sinh                            | Bài hát                                                 | Bị loại                  |
| 8   | Anetra                              | vs.                                 | Jax                                 | "Finally" (CeCe Peniston)                               | Jax                      |
| 9   | Salina EsTitties                    | vs.                                 | Spice                               | "That's What I Want" (Lil Nas X)                        | Spice                    |
| 10  | Malaysia Babydoll Foxx              | vs.                                 | Salina EsTitties                    | "Single Ladies (Put a Ring on It)" (Beyoncé)            | Malaysia Babydoll Foxx   |
| 11  | Anetra                              | vs.                                 | Marcia Marcia Marcia                | "Boss Bitch" (Doja Cat)                                 | Marcia Marcia Marcia     |
| 12  | Loosey LaDuca                       | vs.                                 | Salina EsTitties                    | "Running Up That Hill (A Deal with God)" (Kate Bush)    | Salina EsTitties         |
| 13  | Loosey LaDuca                       | vs.                                 | Luxx Noir London                    | "For the Girls" [Hayley Kiyoko)                         | Loosey LaDuca            |
| 14  | Anetra                              | vs.                                 | Mistress Isabelle Brooks            | "When Love Takes Over" (David Guetta ft. Kelly Rowland) | Không có                 |
| Tập | Thí sinh                            | Thí sinh                            | Thí sinh                            | Bài hát                                                 | Người chiến thắng        |
| 16  | Anetra                              | vs.                                 | Sasha Colby                         | "Knock on Wood" Amii Stewart                            | Sasha Colby              |

     Thí sinh thắng màn Lipsync để chiến thắng mùa giải.
     Thí sinh thắng vòng đầu tiên của LaLaPaRuZa Lip Sync Smackdown.
     Thí sinh thắng vòng thứ hai của LaLaPaRuZa Lip Sync Smackdown.
     Thí sinh bị loại sau lần đầu rơi vào nhóm nguy hiểm.
     Thí sinh bị loại sau lần thứ hai rơi vào nhóm nguy hiểm.
     Thí sinh bị loại sau lần thứ ba rơi vào nhóm nguy hiểm.
     Thí sinh bị loại sau lần thứ tư rơi vào nhóm nguy hiểm.
     Thí sinh bị loại sau lần thứ năm rơi vào nhóm nguy hiểm.